# Ainsi soit je… (песня)
«Ainsi soit je…» («Таково Я» или «Такая, как есть»; игра слов с выражением «ainsi soit-il» — «да будет так») — песня французской певицы Милен Фармер, выпущенная 4 апреля 1988 года в качестве сингла с её второго одноимённого студийного альбома. Спустя девять лет live-версия песни также вышла синглом во втором концертном альбоме певицы Live à Bercy. Обе версии достигли относительного успеха в чартах Франции.

## Издание песни
После огромного успеха песни «Sans contrefaçon», Лоран Бутонна и Милен Фармер решили выпустить новый трек под названием «Ainsi soit je…», за месяц до выхода альбома. Это была первая баллада певицы. Изображение сингла было сделано её подругой Эльзой Трилла и почти идентично обложке альбома, но без манекена, задействованного в видео к песне «Sans contrefaçon». Сингл был выпущен в традиционных форматах (винил), а также на CD-maxi и CD Video. Сингл был также выпущен в Японии, но через два года после франкоязычных стран.

## Слова и музыка
Как и для всех песен со времён «Tristana», Милен Фармер сама написала текст композиции. Тем не менее, первые слова куплетов «bulle de chagrin, boule d’incertitude» были вдохновлены названием альбома Bulles de chagrin французской певицы Мари-Франс Дюфур, неизвестной широкой общественности и умершей вскоре после выхода песни.
Название песни является отсылкой к фразе, которой заканчиваются христианские молитвы («аминь», то есть «Ainsi soit-il» или «Да будет так»), но здесь оно пишется «Ainsi soit jе…», вместо «Ainsi sois-je…», показывая, что «je» (я) олицетворяется. Французский журналист Бенуа Кашен заявил, что в этой песне «Фармер показывает одиночество, боль в жизни и её великое просветление, также присутствует тема экзистенциализма, как и в „À quoi je sers…“. Это говорит о том, что единственная вера певицы — отчаяние, печаль и большая ясность на будущее. Она говорит с кем-то, чтобы скрасить одиночество».

## Видеоклип
Видео на песню было снято Лораном Бутонной. Оно снималось в течение двух дней в студии «Stains» во Франции и стоило около 30 тыс. евро. Клип стал данью уважения диснеевскому «Бэмби» 1942 года, любимому мультфильму певицы в то время. Видео впервые было показано на «Canal+» через несколько недель после выхода сингла.
Сцена утопления, снятая в том же пруду и почти с той же командой клипа «Plus grandir», была самой трудной, потому что певица тогда боялась воды. Это видео заметно отличалось от других клипов Фармер того времени, так как в нём нет конкретной сюжетной линии.
По словам журналиста Кэролин Би, «холодные цвета в этом видео подчеркивают меланхолию. Сова может нести двойной смысл: во-первых, идею мудрости и символ ночи (то есть меланхолии). Во-вторых, символ совы открывает глаза на суровость жизни и временный характер вещей». В журнале «Top 50» был опубликован положительный отзыв на видео: «Простое и технически безупречное; игра света, движения кинокамеры, кадрирование, всё сделано правильно, создавая на экране атмосферу печали и меланхолии, выраженные через песню».